# Гаврило Вуковић
Гаврило Вуковић је измишљени лик из позоришне представе и филма Свети Георгије убива аждаху. У филму снимљеном 2009. га тумачи Милутин Милошевић ( дублер Дарко Петровић), а у телевизијском филму снимљеном 1989. године Драган Николић. Има 25 година. Након губљења руке у Првом балканском рату приморан је да се бави шверцом. У филму из 2009. му је синхронизован глас. Гаврила је првобитно требало да тумачи Сергеј Трифуновић, али је дошло је до „креативног размимоилажења“ између њега и редитеља Срђана Драгојевића.